# Joe Ball
Joseph Douglas (Joe) Ball (7 de enero de 1896 - 23 de septiembre de 1938) fue un asesino en serie norteamericano, conocido con el sobrenombre de El carnicero de Elmendorf. Confesó haber matado al menos 20 mujeres en la década de los 30. Su existencia siempre se ha considerado una simple leyenda, aunque es una figura habitual en el folclore de Texas.

## Biografía
Después de servir en Europa durante la Primera Guerra Mundial, Ball empezó su carrera como licorero en plena Ley Seca. Después del fin de la prohibición, abrió un bar llamado Sociable Inn en Elmendorf (Texas). Construyó un lago junto a él donde mantenía cinco aligatores e invitaba a la gente a verlos en el momento de la comida, un manjar que constaba sobre todo de perros y gatos vivos. 
Poco después, se informó de la desaparición de una joven de la zona. Posteriormente llegaron empleadas del bar y dos de sus esposas. En septiembre de 1937, los parientes de Minnie Gotthardt advirtieron a las autoridades policiales de Elmendorf. La chica desaparecida de 22 años había trabajado para Ball, pero el asesino declaró que ella se había ido para trabajar en otro sitio. 
La explicación dejó satisfechas a las autoridades aunque la desaparición de otra camarera (Julia Turner) volvió a poner en alerta a los sheriffs del condado. La respuesta de Ball fue la misma, aunque esta vez no contaba que los policías encontraran las ropas de la desaparecida. Aun así, Joe aún salió airoso al argumentar que la salida de Julia fue tan precipitada que ni tan solo pudo recoger su equipaje. 
Los crímenes se fueron sucediendo y, dos meses después, dos nuevas chicas desaparecieron. Una de ellas, Hazel Brown, había abierto una cuenta bancaria antes de desaparecer. Fue el momento en el que los Rangers de Texas entraron en el caso, rastreando a las empleadas "desaparecidas" de Ball. Algunas se encontraron sanas y salvas, pero una docena de ellas continuaban desaparecidas, incluyendo la segunda y la tercera esposa del propietario del bar. A ello se le unió la declaración del vecino de Ball, que declaró que había visto a Ball descuartizar el cuerpo de una mujer, lanzando fragmentos a sus hambrientas mascotas.
Esto fue suficiente para encausar a Ball. El 24 de septiembre de 1938, los Rangers entraron en el Sociable Inn para examinar el lago de Joe. Mientras realizaban el registro, Ball cogió una pistola y se pegó un tiro en la cabeza. Los caimanes fueron donados al Zoo de San Antonio.
Hay multitud de escritos al respecto de los crímenes de Ball. Así, sería el periodista Michael Hall el que investigaría a fondo la historia en 2002, y escribió los sucesos en el diario Texas Monthly. 
La película Eaten Alive de Tobe Hooper está inspirada en los crímenes de Joe Ball.
Joe Ball es mencionado en el capítulo 5 de la temporada 8 de la serie televisiva Bones.